# Brîhadîrivka, Radîvîliv
Brîhadîrivka (în ucraineană Бригадирівка) este un sat în comuna Ivașciukî din raionul Radîvîliv, regiunea Rivne, Ucraina.

## Demografie
Componența lingvistică a localității Brîhadîrivka
     Ucraineană (100%)
Conform recensământului din 2001, toată populația localității Brîhadîrivka era vorbitoare de ucraineană (100%).